# Traité de Windsor (1175)
Pour les articles homonymes, voir Traité de Windsor.

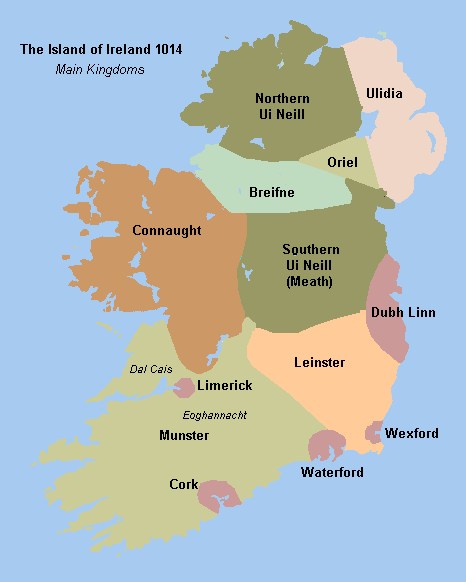
Les principaux royaumes en Irlande gaëlique

Le traité de Windsor fut signé le 6 octobre 1175 à Windsor dans le Berkshire entre le roi Henri II et le haut-roi Ruaidri O'Connor. 
Il s'agissait d'un accord territorial conclu pendant l'expansion normande en Irlande. Globalement, ce traité laissait à Ruaidri un royaume composé de régions d'Irlande extérieures au Leinster, au comtés de Meath et de Waterford, qui avaient été accordés aux barons anglo-normands, tant qu'il paierait un tribut à Henri II.
Ce traité consacrait la suzeraineté du seigneur d'Irlande, Henri II, sur le titre irlandais de haut-roi, qui tomba alors en désuétude.